# Гудово (Липецкая область)
Гу́дово — село Каликинского сельсовета Добровского района Липецкой области. Стоит на Чаплыгинском шоссе. Восточная граница проходит по резкому обрыву к реке Воронежу.
Ранее называлось Влади́мирское. Под таким именем упоминается в документах 1681 года. Вероятно, прежнее название было связано с Владимирской церковью либо с именем Владимир. Сегодня в Гудове находится церковь во имя Мученицы Параскевы Пятницы.
В 1862 году в казённом селе насчитывалось 108 дворов с 746 жителями (377 мужского пола и 369 женского), функционировала мельница.
Топоним Гудово происходит от ручья, который издавал гудение .
В окрестностях Гудова сохранились остатки некогда неприступного укрепления — городища, которым, по преданию, управлял разбойник Кудеяра .
Между Гудовом и рекой находится рыбопитомник.

## Население
| 2006 | 2010 |
| ---- | ---- |
| 392  | ↗430 |